# Bathyomphalus
Bathyomphalus är ett släkte av snäckor som beskrevs av Toussaint de Charpentier 1837. Bathyomphalus ingår i familjen posthornssnäckor.
Släktet innehåller bara arten Bathyomphalus contortus.